# Cardamine oligosperma
Cardamine oligosperma är en korsblommig växtart som beskrevs av Thomas Nuttall. Cardamine oligosperma ingår i släktet bräsmor, och familjen korsblommiga växter. Inga underarter finns listade i Catalogue of Life.

## Bildgalleri

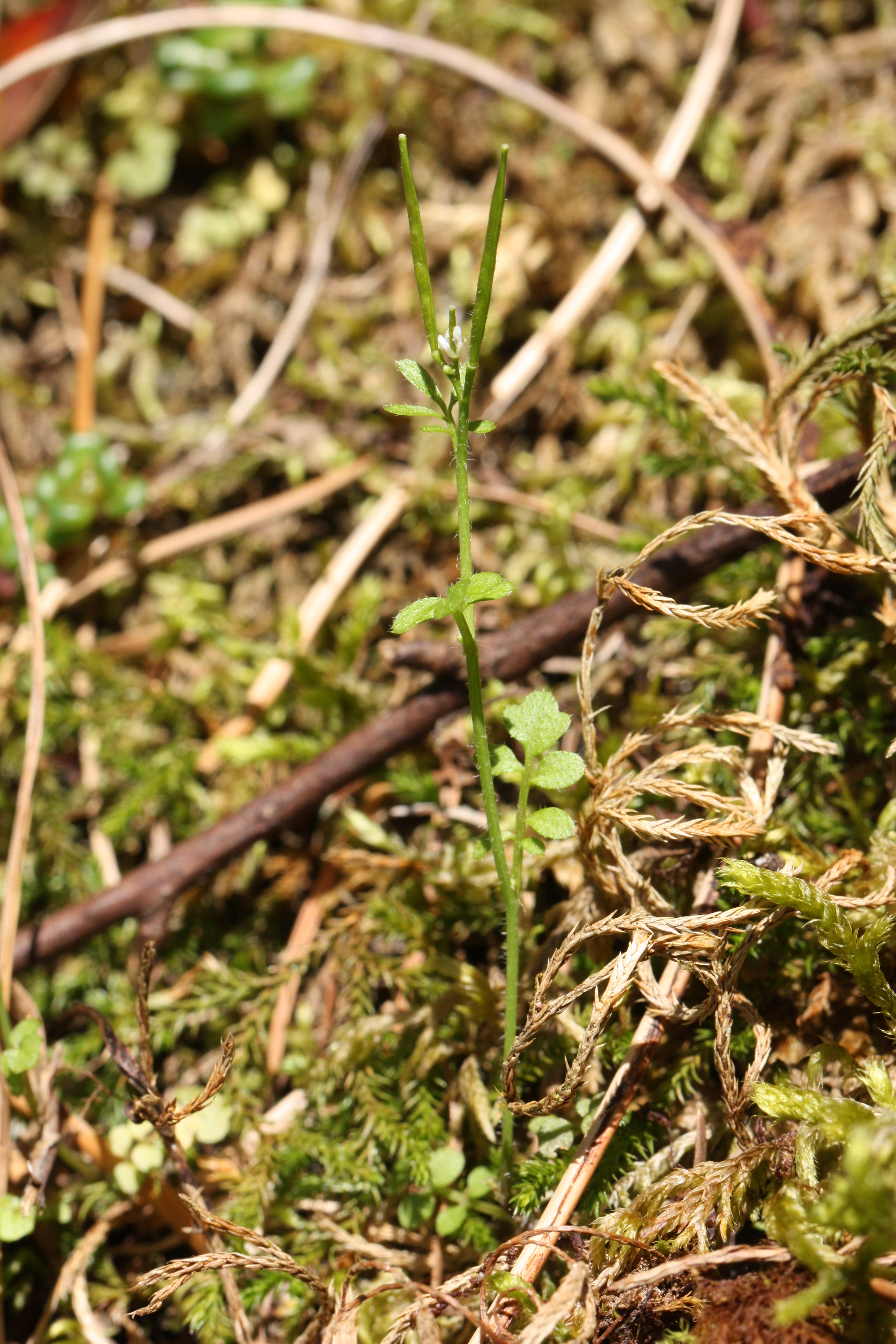
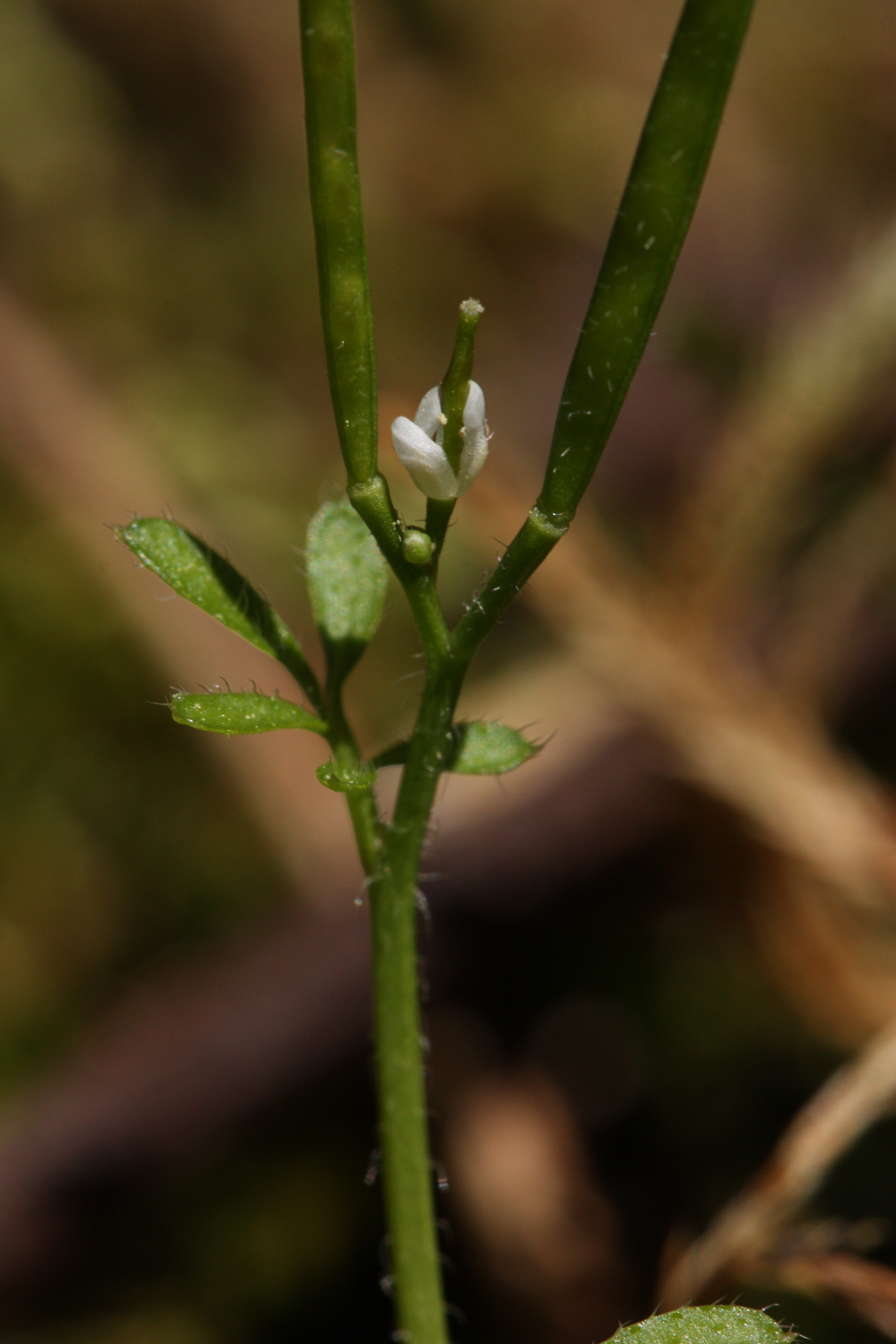
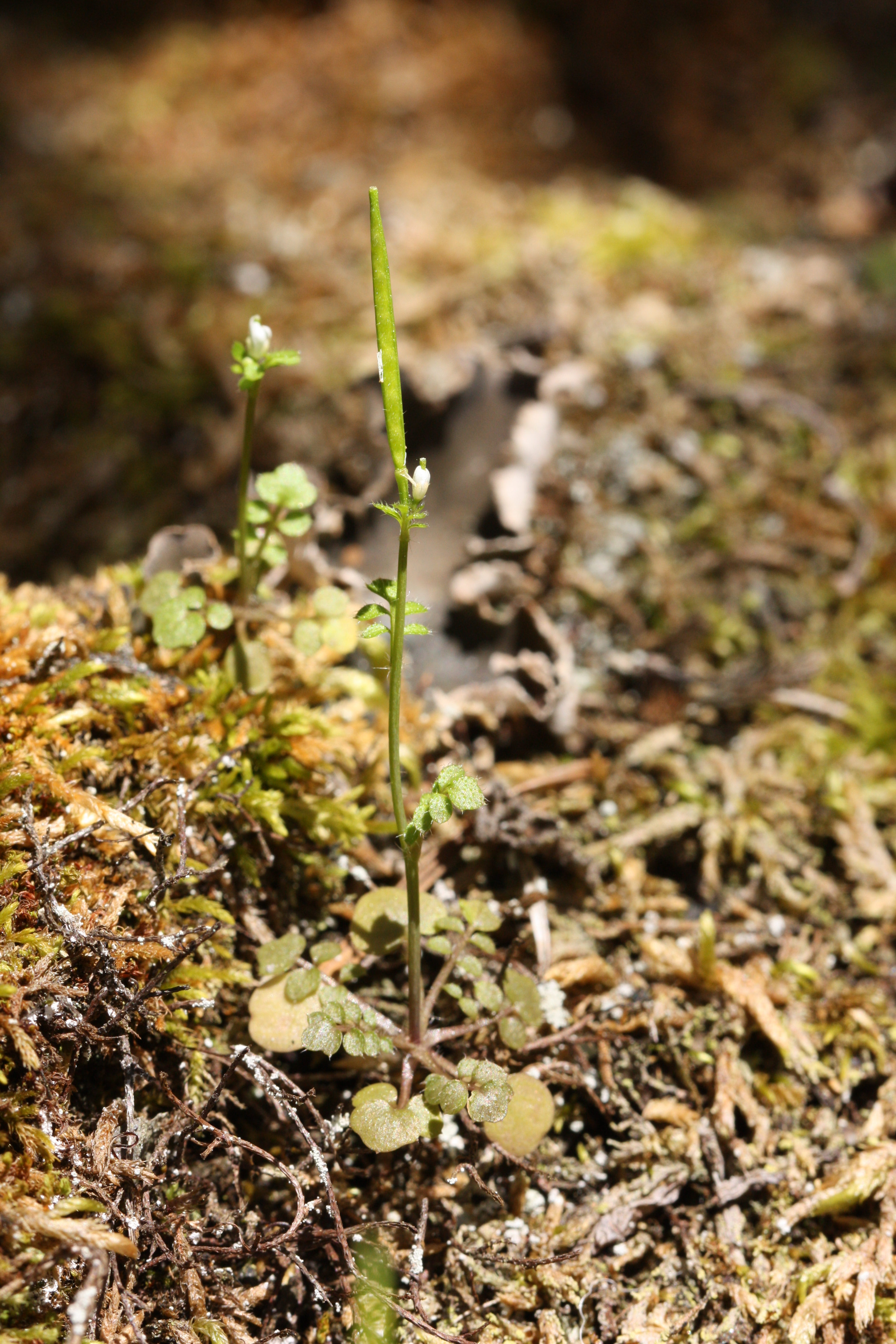
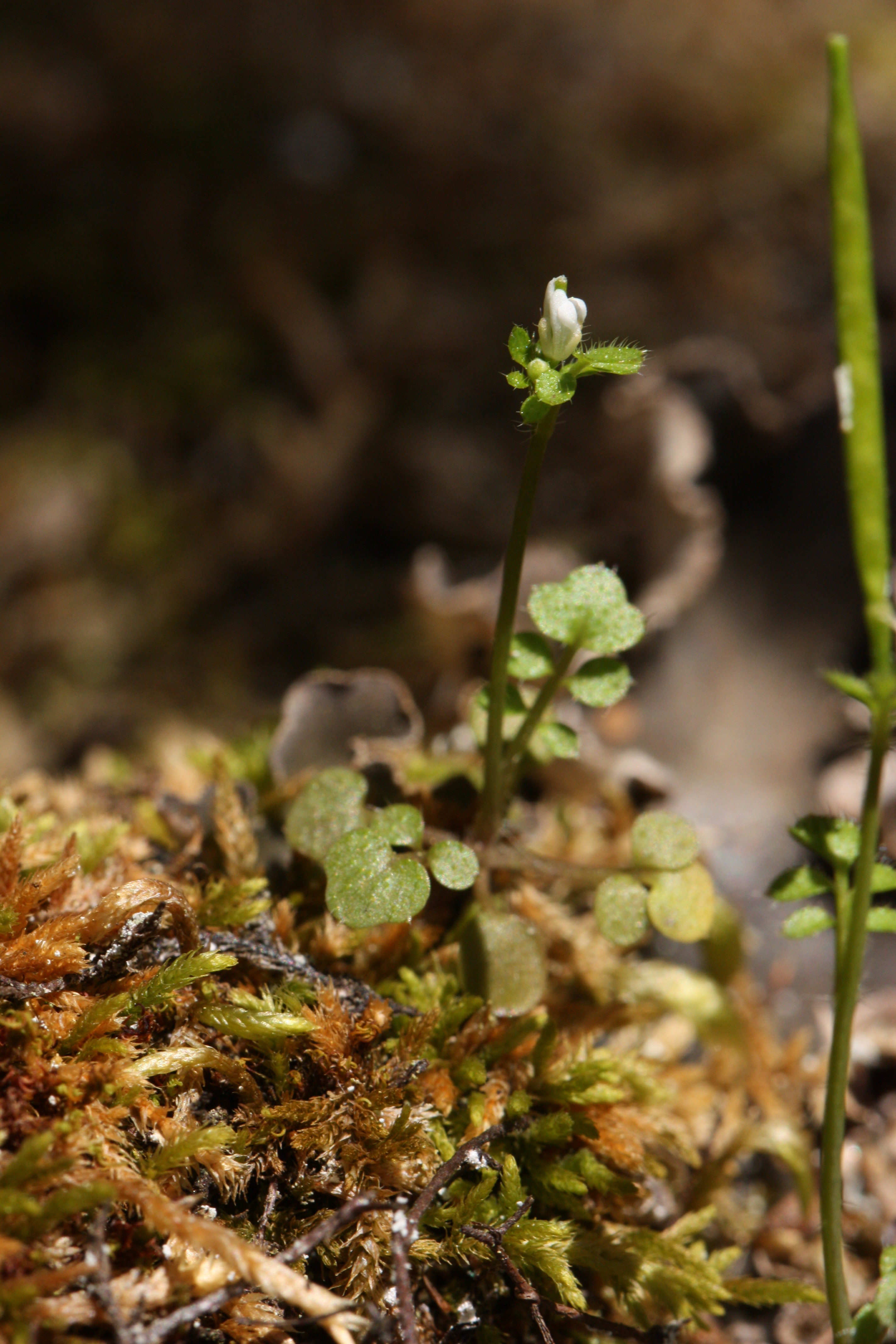
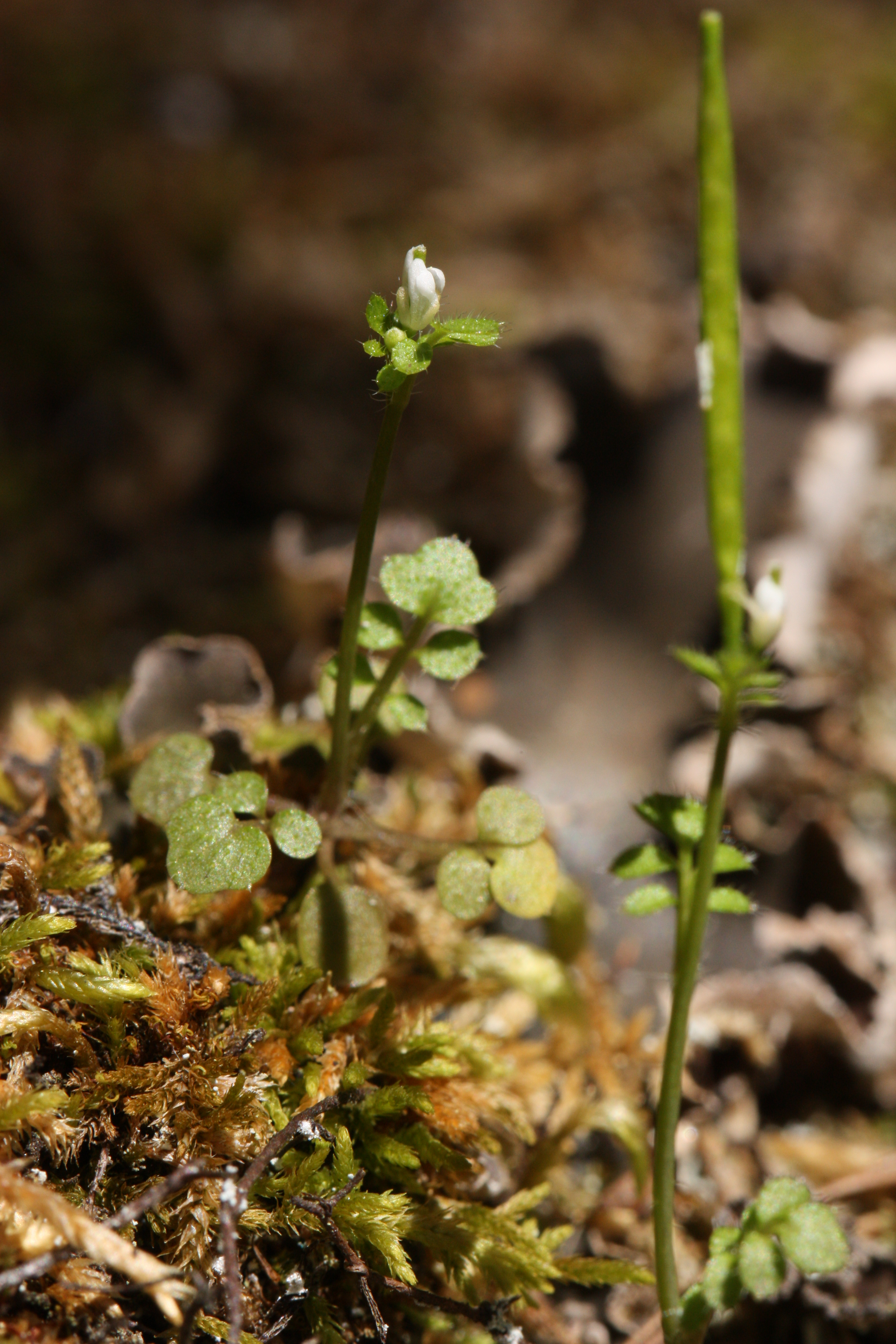
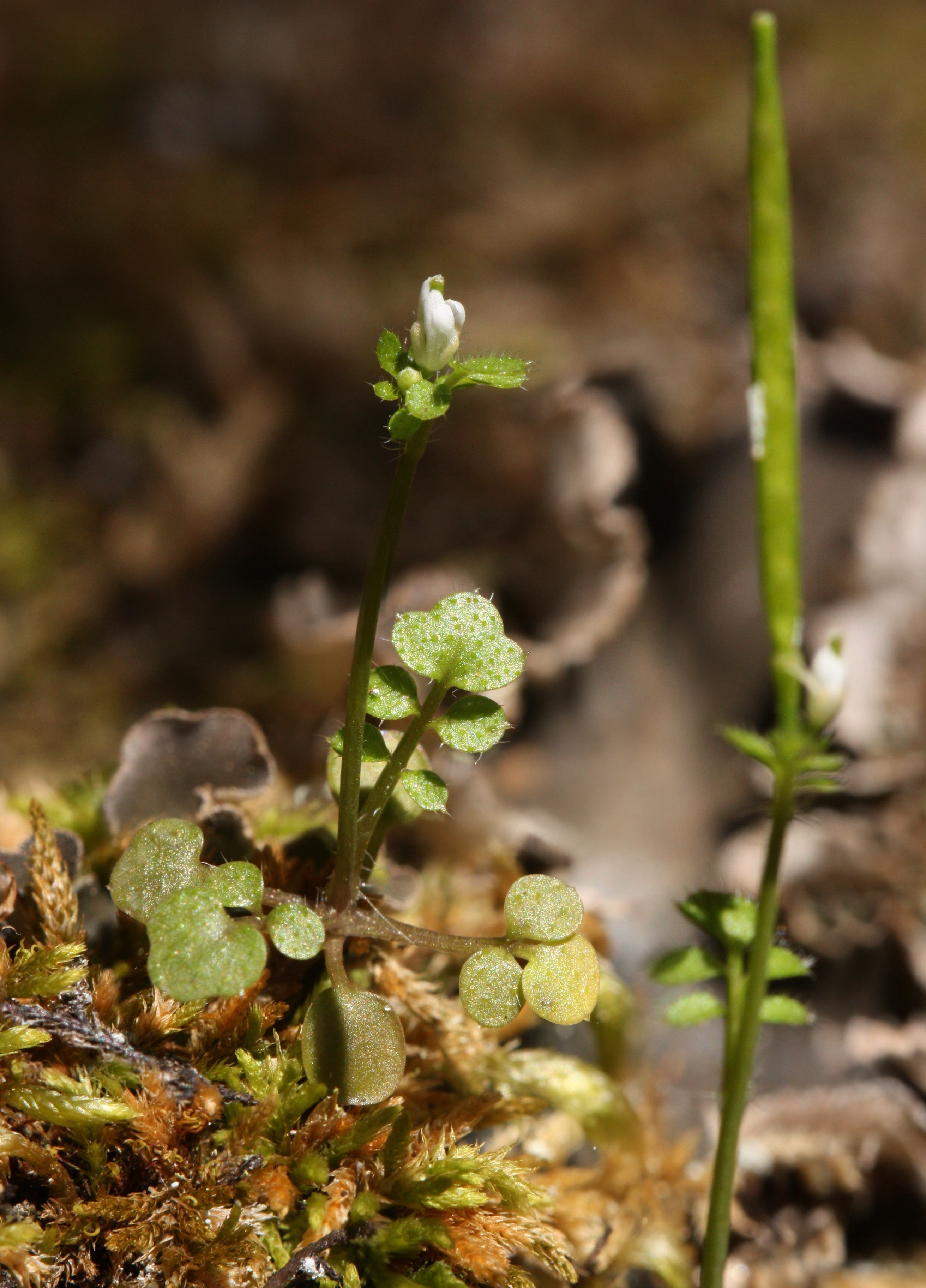